# José Ángel
José Ángel Valdés Díaz (* 5. September 1989 in Gijón, Asturien), besser bekannt unter dem Kurznamen José Ángel oder seinem Spitznamen Cote, ist ein spanischer Fußballspieler. Er steht seit 2022 wieder in seiner Heimatstadt beim spanischen Zweitligisten Sporting Gijón unter Vertrag. Seine Position ist in der Linksverteidigung.
In jungen Jahren spielte José Angel Valdes beim Club Deportivu Roces (1994–1996), später beim Club Deportivu La Braña (1996–1997). Er wechselte 1997 in die Fußballschule Escuela de Fútbol de Mareo bei Sporting Gijón. Über die B-Mannschaft stieg er ab 2009 in die Profimannschaft auf. Im Jahr 2011 erhielt er bei AS Rom einen Vertrag bis 30. Juni 2016, konnte sich aber in der Serie A in Italien nicht durchsetzen und wurde 2012 an Real Sociedad verliehen.
Am 15. März 2009 erzielte er sein erstes Tor in der Primera División im Spiel gegen Deportivo La Coruña. Im Jahr 2011 wurde er Europameister mit der U-21-Nationalmannschaft Spaniens im Finalspiel gegen die Schweiz in Dänemark. Im Sommer 2014 wechselte er nach Portugal zum FC Porto. Dort verbrachte er zwei Jahre, 2016 wurde er an den FC Villarreal verliehen. Nach Ablauf der Leihe verließ er Porto und wechselte zu SD Eibar. Für Eibar absolvierte er in den nächsten vier Jahren 107 Ligaspiele, bevor er sich im Juli 2021 CA Osasuna anschloss.